# Кренгольмская стачка
Кренгольмская стачка (эст. Kreenholmi streik) — крупная стачка рабочих-текстильщиков Кренгольмской мануфактуры 1872 года в городе Нарва Российской империи.

## Причины

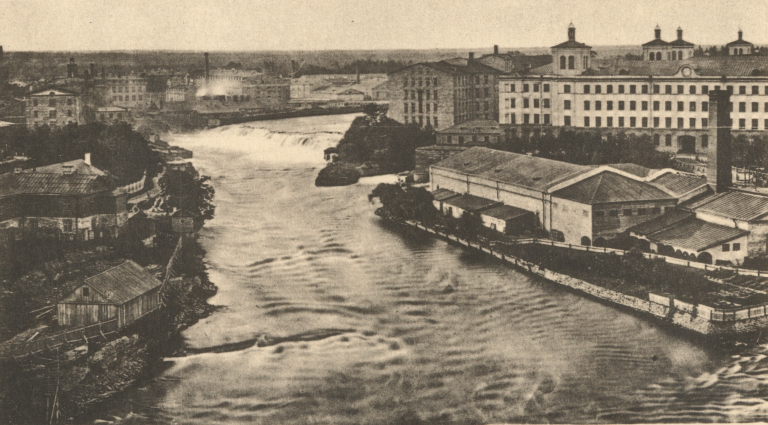
Нарвские водопады и Кренгольмская мануфактура

Летом 1872 года в Эстляндской губернии вспыхнула эпидемия холеры. Тяжёлая болезнь убила много людей. Беда не обошла стороной и Кренгхольм. К 10 августа 1872 году от болезни умерло свыше 30-ти человек. Боясь распространения болезни на фабрике, 120 фабричных рабочих обратились к местной жандармерии с просьбой разрешить им уволиться с фабрики до окончания контракта. Местная жандармерия и администрация фабрики дали разрешение и записали фамилии увольняющихся. 11 августа рабочее место оставило 250 человек.
О положении на фабрике было доложено Эстляндскому губернатору, последний послал на место врачебного эксперта, доктора Фалка. Посетив Кренгольмские казармы и больницы, доктор остался недоволен. В казармах имения Йоллы условия жизни оказались плохие, рабочие и их семьи жили в большой тесноте. Доктор Фалк увидел в одной комнате 12 кроватей, где здоровые лежали вместе с больными. На дворе казармы царил ужасный беспорядок, отхожие места настолько были заполнены, что к ним невозможно было подойти. Люди справляли свою нужду прямо во дворе. Посередине двора стояла открытая помойка, она была переполнена и помои растекались по всему двору, распространяя невыносимый запах. Для поддержания порядка дворов и домов владелец земли не делал ничего. Врачебный эксперт доложил о положении Эстляндскому губернатору М. В. Шаховскому. Губернатор сделал предписание местному гакенрихтеру переселить рабочих в другие помещения, вычистить дворы и дезинфицировать отхожие места. 
Неудовольствие внутренним распорядком Кренгольмской фабрики было высказано и некоторыми кренгольмскими ткачами.

## Требования рабочих
Из донесения начальнику Губернской жандармерии можем читать о том, что со стороны кренгольмских ткачей администрации фабрики были предъявлены следующие требования:

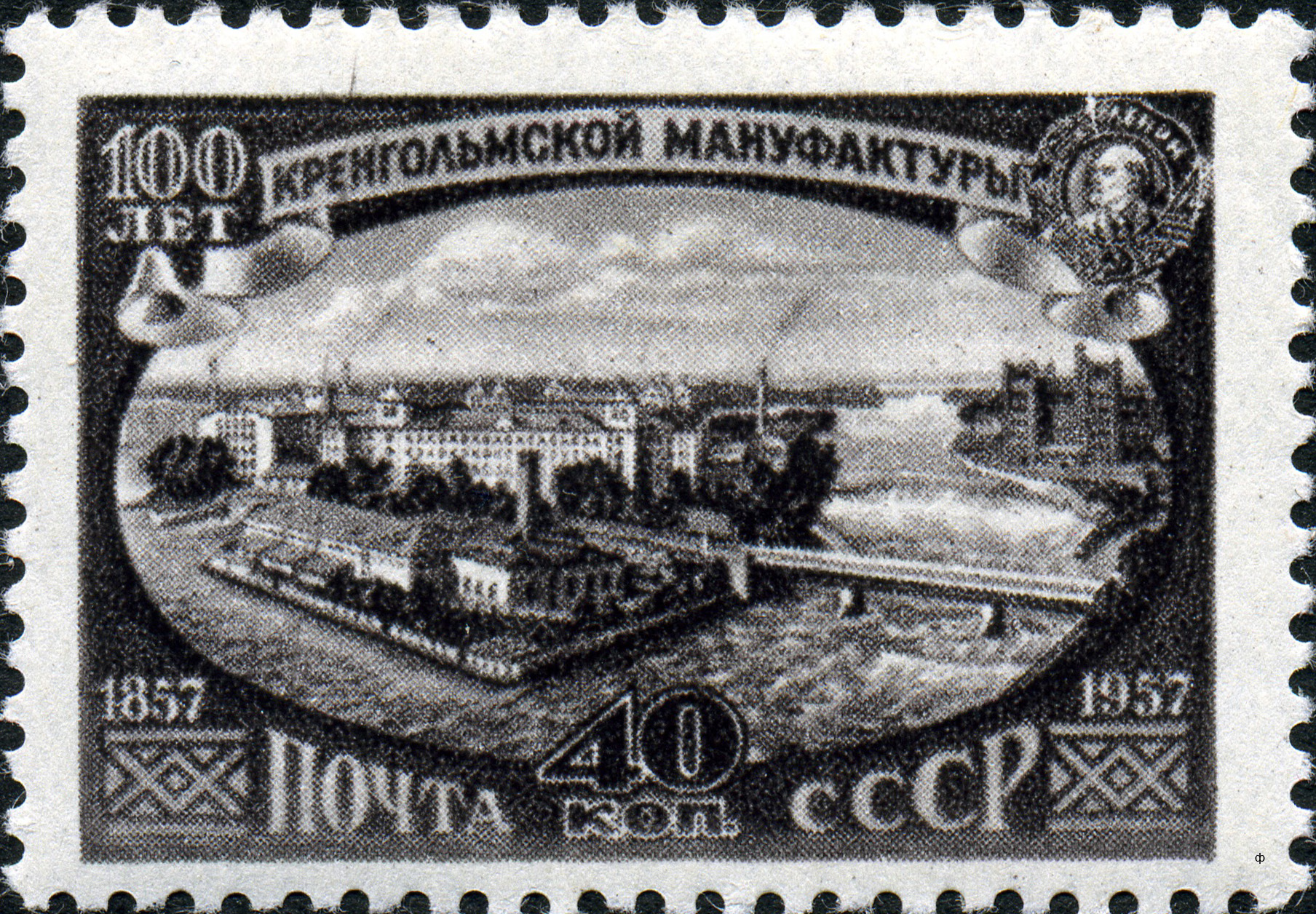
Почтовая марка СССР, 1957 год

- Увеличить обеденный перерыв вместо 1 часа до 1,5 часа.
- Начинать рабочий день не с 5 утра, а с 5:30.
- Повысить оплату за кусок материала в 50 аршин до 40 копеек.
- Штрафовать за поломку деталей машины в соответствии с его стоимостью (до сих пор брали больше).
- За плохую работу и маленькую выработку не штрафовать, а уволить с фабрики.
- Устранить с фабричной больницы фельдшера Палкина.
- Заменить в должности старосты Петера Сякка.
- Не удерживать с учётной книжки деньги без согласия работника (учётная книжка сейчас аналогична кредитной карточке).
- Дать фабричным детям больше времени на посещение школы.

## Реакция руководства фабрики
Управляющий фабрики Э. Ф. Кольбе просмотрев требования, нашёл часть из них справедливыми и счёл возможным их удовлетворить. По требованиям же, касавшимся оплаты труда и рабочего времени, управляющий фабрики обратился к акционерам фабрики в Москву, поскольку решить эти вопросы было не в его полномочиях. Около 500 рабочих прекратили работу до ответа на их требования (всего 500 из 7000 человек). К 21 августа была достигнута договорённость между 40 представителями ткачей и управляющим Э. Кольбе. При заключении договора присутствовали: Эстляндский губернатор Шаховской, начальник Петербургского жандармского управления Бирин, управляющий фабрики Э. Кольбе и 40 представителей ткачей. Управляющий фабрики Кольбе на основании ответа из Москвы, счёл возможным удовлетворить все требования рабочих кроме двух, оплаты труда (так как это зависело от рыночных цен) и увольнения фельдшера Палкина (считал эту просьбу несерьёзной для того уровня переговоров). 22 августа ткачи приступили к работе. Эпидемия холеры начала отступать, так как были приняты меры по борьбе с антисанитарией. Рабочие, ранее уволившиеся с фабрики, вернулись обратно.

## Бунт рабочих
В начале сентября 1872 года среди рабочих прошли новые волнения. Причиной их стали слухи, как будто управление фабрики не собирается выполнять условия соглашения, некоторые из рабочих считали, что бунтовщики разрушили их привычный уклад жизни. От лояльных к администрации рабочих поступила жалоба с просьбой устранить с фабрики предводителей забастовки, а именно Якоба Тамма, Вильема Прейсманна и ещё некоторых лиц. Возникла конфронтация между рабочими, на фабричных собрания они перекрикивали друг друга и нарушали порядок. Впоследствии было установлено, что слухи и жалобы были специально сфабрикованы самой администрацией фабрики.
9 сентября гакенрихтер отдал распоряжение арестовать Якоба Тамма и Вильема Прейсманна и поместить их в городскую тюрьму якобы «идя навстречу трудящимся». 11 сентября 200 рабочих фабрики в угрожающей форме потребовали немедленного освобождения своих товарищей. Начался бунт, кучка рабочих загородила ведущий на фабрику мост, не допуская таким образом остальных к работе. Жандармы силой попытались расчистить проход к фабрике. Это им удалось, но несколько жандармов и сам гакенрихтер были ранены, их закидали камнями. В ответ на это гакенрихтер велел арестовать самых активных бунтовщиков, но разгневанная толпа освободила своих товарищей, при этом жестоко избив охранников. Поскольку ситуация выходила из-под контроля, то гакенрихтер обратился за помощью к войскам. Полбатальона солдат под командованием полковника Рейнвальда взяло фабрику под свой контроль.
12 сентября на Кренгольме происходили новые беспорядки, рабочие требовали освобождения Вильяма Прейсманна и его товарищей. Эстляндский губернатор принял решение самолично прибыть на место происшествия. По просьбе губернатора из Ямбурга войскам было прислано подкрепление. К 13 сентября ситуация на Кренгольме была под контролем войск.
14 сентября на Кренгольм прибыл Эстляндский губернатор Шаховской. Было начато расследование для выяснения причин и виновников беспорядков.
15 сентября работа на фабрике возобновилась. 22 человека были арестованы по подозрению в активном участие в творящихся беспорядках.
19 сентября власти сочли возможным вывести войска с Кренгольма.

## Итоги
Следствие пришло к выводу, что политических мотивов в беспорядках не было. Причиной случившегося сочли неумелое управление фабрикой со стороны администрации. Не находя в течение длительного времени решения в наболевшем вопросе ткачей, создалась ситуация, в которой возникшая эпидемия холеры переполнила чашу терпения рабочих и толкнула их на забастовку. Не извлекая никакого урока из августовской забастовки, руководство фабрики попыталось в начале сентября посеять вражду между рабочими, результатом чего стали крупнейшие в тогдашней России волнения трудящихся. Арестованные Вильям Прейсманн с товарищами были освобождены из-под стражи, но было принято решение не допускать их больше на фабрику. Многих участников сентябрьского бунта отправили на каторгу.